# Вільні хлібороби
Вільні хлібороби (рос. Вольные хлебопашцы) — категорія селян, що склалася на початку 19 ст. на основі указу імператора Олександра I від 20 лютого 1803. Згідно з указом, поміщики за певний викуп могли відпускати на волю кріпосних селян поодинці або цілими селами, наділивши їх землею та правами власності, а з 1809 — і без землі. Законом дозволялося здійснювати викуп у розстрочку грішми, продуктами або працею селянина на користь поміщика. На в.х. поширювалися деякі права вільних станів. Вони могли продавати, купувати, закладати чи заповідати у спадок землю, переселятися з однієї губернії в іншу, засновувати фабрики й заводи, укладати різні угоди тощо. Водночас як оподатковуваний стан в.х. змушені були виконувати рекрутську повинність та земську повинність, сплачувати в казну подушний податок. 1848 в.х. перейменовано на державних селян, оселених на власних землях. До в.х. України було зараховано кілька тисяч ногайців, яких ще під час російсько-турецької війни 1787—1791 було взято в полон, а згодом відпущено на волю. Указ про в.х., хоч і не набув значного практичного поширення, став першим кроком на шляху до скасування кріпацтва. Напередодні селянської реформи 1861 в Російській імперії в.х. чоловічої статі налічувалося всього 153 тис., в тому числі в Україні — бл. 11 тис.